# Измайлов, Андрей Нариманович
Андрей Нариманович Измайлов (псевд. Нарий Манович, Даниил Шиханов; 5 июня 1953, Баку — 3 декабря 2021, Санкт-Петербург) — советский и российский прозаик, журналист. Автор фантастической, детективной и остросюжетной литературы.

## Биография
Андрей Измайлов родился в Баку, некоторое время работал гидрологом на научно-исследовательских судах на Каспийском море. С 1974 года работал дезактиваторщиком на Ленинградской АЭС в Сосновом Бору. Вскоре начал публиковаться: первая публикация, рассказ «Холодно — горячо», состоялась в 1975 году в газете «Балтийский луч» города Ломоносов.
В 1981 году окончил факультет журналистики Ленинградского Государственного Университета, затем работал в районных газетах и многотиражках, литературным консультантом в Доме Писателей. Председатель секции прозы Союза писателей Санкт-Петербурга.
Многолетний (с 1979 года) участник ленинградского семинара писателей-фантастов под руководством Бориса Стругацкого. Участник II Малеевского семинара молодых писателей-фантастов и приключенцев (1983), семинара в Дубултах (1988).

Именно потому и пишу фантастику — ту, которая позволяет под новым углом зрения взглянуть на нашу сегодняшнюю жизнь со всеми её проблемами, сложностями. Ту фантастику, которая позволяет эти проблемы и сложности преодолеть. Ведь для того, чтобы, преодолеть, нужно, как минимум, рассмотреть. Именно фантастика дает такую возможность — заглянуть внутрь себя, поставить человека в такую ситуацию, где он проявляется весь как на ладони, где он может и должен принимать решения единственно правильные, по его мнению, мироощущению.
— Андрей Измайлов
С конца 1980-х Андрей Измайлов переключается на интеллектуальные триллеры и иронические детективы, периодически возвращаясь к фантастике, а порой смешивая эти жанры в своих произведениях.
Наиболее известен как соавтор (с Вячеславом Барковским) остроюжетной трилогии «Русский транзит» (положенной в основу одноименного телесериала 1994 года), за которую даже регулярно называется основоположником современного российского триллера. Создатели сериала сильно исказили книгу и не упомянули Измайлова как соавтора литературной первоосновы.
Автор документальной книги непридуманных анекдотов «Референт: Все, что вы хотели узнать о писателях, но боялись спросить» (2000), с которой связано прецедентное для России судебное разбирательство. Издательство «Скрипториум» без разрешения автора выпустило эту книгу, и Андрей Измайлов стал первым в истории современной России автором, отсудившим контрафактный тираж в свою пользу. Три тысячи экземпляров книги он забрал себе домой.
Также определённую популярность получили авторские новеллизации Андрея Измайлова: несколько книг межавторского проекта «Секретные материалы», изданных в 2001—2004 годах, и фильмов «Жмурки» (2005) и «Бой с тенью» (2005).

Забавы ради принял участие в проекте «Секретные материалы» (вот та самая серия глянцевых книг с конгревом, где ТВ-серии перетолмачиваются в текстовые версии). Изрядно повеселился, излагая вариант «Пустыня цвета крови» и вариант «Химеры — навсегда!» (автор — Нарий Манович, производное от собственного отчества). Наглядно продемонстрировал убогость и алогичность «первоисточника». Квалифицированный читатель, думаю, тоже повеселился.
— Андрей Измайлов
Проживал в Санкт-Петербурге. Умер 3 декабря 2021 года.

## Награды
- 2012 — «Бронзовая улитка» в номинации «Средняя форма» за повесть «Игра в ящик» (2011)[1]
- 1986 — премия «Сибкона» (Красноярск) в категории «Самому читаемому автору»